# Lancer du disque masculin aux Jeux olympiques d'été de 1952
Navigation
Londres 1948 Melbourne 1956
L'épreuve du lancer du disque masculin aux Jeux olympiques de 1952 s'est déroulée le 22 juillet 1952 au Stade olympique d'Helsinki, en Finlande.  Elle est remportée par l'Américain Sim Iness.

## Résultats

### Finale
| Rang               | Athlète                 | Pays             | Essais | Essais | Essais | Essais | Essais | Essais | Marque | Note |
| Rang               | Athlète                 | Pays             | 1      | 2      | 3      | 4      | 5      | 6      | Marque | Note |
| ------------------ | ----------------------- | ---------------- | ------ | ------ | ------ | ------ | ------ | ------ | ------ | ---- |
| Médaille d'or      | Sim Iness               | États-Unis       | 53.47  | 54.60  | 55.03  | 53.49  | 54.13  | 52.82  | 55.03  | OR   |
| Médaille d'argent  | Adolfo Consolini        | Italie           | 51.69  | 53.78  | 53.45  | 50.63  | 50.08  | 51.20  | 53.78  |      |
| Médaille de bronze | James Dillion           | États-Unis       | 52.47  | 48.06  | 51.76  | 53.28  | x      | 52.28  | 53.28  |      |
| 4                  | Fortune Gordien         | États-Unis       | 52.52  | 52.66  | 51.71  | 51.48  | x      | 49.93  | 52.66  |      |
| 5                  | Ferenc Klics            | Hongrie          | 48.74  | 49.07  | 51.13  | x      | 49.79  | x      | 51.13  |      |
| 6                  | Oto Grigalka            | Union soviétique | 50.71  | x      | 47.84  | x      | x      | x      | 50.71  |      |
| 7                  | Roland Nilsson          | Suède            | x      | 48.90  | 50.06  |        |        |        | 50.06  |      |
| 8                  | Giuseppe Tosi           | Italie           | 45.85  | 49.03  | 48.97  |        |        |        | 49.03  |      |
| 9                  | Nikolaos Syllas         | Grèce            | 48.99  | 48.36  | 47.17  |        |        |        | 48.99  |      |
| 10                 | Boris Matveyev          | Union soviétique | 47.27  | 44.47  | 48.70  |        |        |        | 48.70  |      |
| 11                 | Boris Butenko           | Union soviétique | x      | 43.66  | 48.15  |        |        |        | 48.15  |      |
| 12                 | Veikko Nyqvist          | Finlande         | 47.72  | 45.99  | 46.63  |        |        |        | 47.72  |      |
| 13                 | Jørgen Munk Plum        | Danemark         | 38.73  | 45.20  | 47.26  |        |        |        | 47.26  |      |
| 14                 | Roy Pella               | Canada           | x      | 46.63  | 45.47  |        |        |        | 46.63  |      |
| 15                 | Konstantinos Giataganas | Grèce            | 42.40  | 46.23  | x      |        |        |        | 46.23  |      |
| 16                 | Per Stavem              | Norvège          | 39.78  | x      | 46.00  |        |        |        | 46.00  |      |
| 17                 | Jean Maissant           | France           | 43.40  | 42.11  | 35.82  |        |        |        | 43.40  |      |